# Olmo (nome)
Olmo  è un nome proprio di persona italiano maschile.

## Origine e diffusione

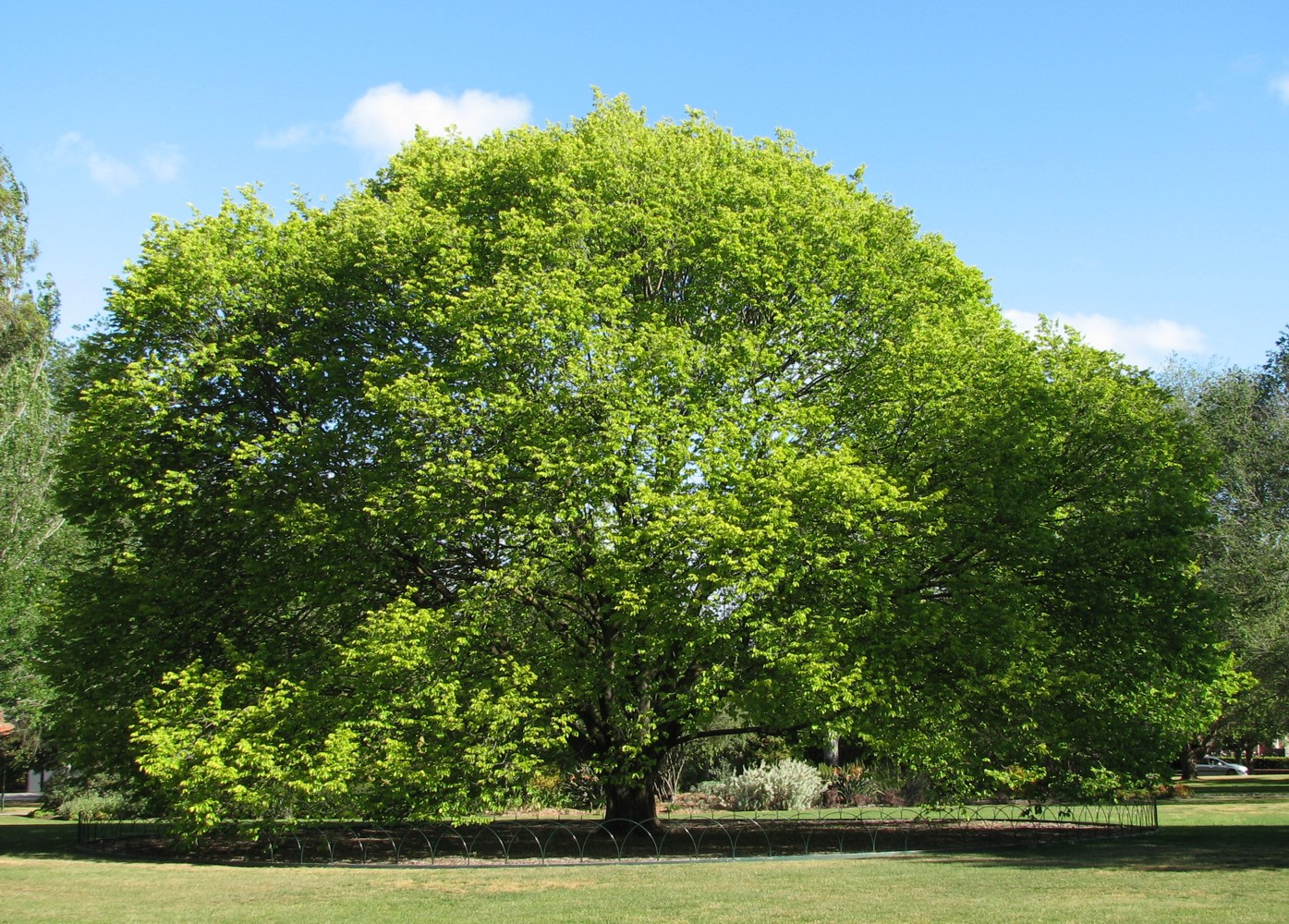
Un olmo montano (Ulmus glabra) a Melbourne

Si tratta di un nome di scarsissima diffusione, ispirato all'omonima pianta, l'olmo. È derivato dal latino ulmus, che può forse essere ricondotto ad una radice protoindoeuropea el, "rosso", "marrone". È accostato però anche a un'altra radice indooeuropea, ar, al, che significa "crescere", "sorgere".

## Onomastico
Il nome è adespota, ovvero non ha alcun santo patrono. L'onomastico ricade pertanto il 1º novembre, per Ognissanti.

## Il nome nelle arti
- Olmo è un personaggio immaginario apparso nella trasmissione Mai dire Gol.
- Olmo Dalcò è un personaggio del film del 1976 Novecento, diretto da Bernardo Bertolucci.
- Olmo Ghesizzi è un personaggio della sitcom Camera Café.
- Olmo Montaner, ispirato a Giancarlo Rittmeyer, nel film Vajont del 2001 diretto da Renzo Martinelli.